# ジュリアン・ブリーム
ジュリアン・ブリーム（Julian Bream、1933年7月15日 - 2020年8月14日）は、イギリス出身のクラシックギタリスト。OBE。

## 生涯
ギタリストと言えばスペインという時代に活動を開始した世代である。ギタリスティックな表現を払拭し、普遍的な音楽性をギター演奏に持ち込み、スペインのギター音楽を斬新な切り口で解釈・演奏した。ルネサンス以前の音楽の演奏におけるパイオニア的存在でもあり、ビウエラやリュートも演奏した。
1985年に交通事故に合うが、その後も精力的に音楽活動を行い、アジア・ツアーなども行っている。
演奏技術が発達した現代においても、その豊かな音楽性は、多くのレコーディングを通じて不滅の輝きを放っている。またジョン・ウィリアムスとのデュオは、イダ・プレスティ&アレクサンドル・ラゴヤやセルジオ・アサドと並ぶ20世紀の代表的ギター・デュオとして記憶されている。